# 大學生冰的啦
《大學生冰的啦》是中天娛樂台時事政論節目，2014年9月29日起於每星期一至五晚間10點首播。
主持人彭華幹與馬千惠帶領六位大學生來看社會時事，給學生有什麽的意見和建議在節目提出和各方面專家、資深媒體和政治人辯論及討論。
節目主旨，類似《大學生了沒》的模式製作，尋找六位大學生來看【社會時事】，給學生有什麽的「意見」和「建議」在節目提出和各方面專家、資深媒體和政治人辯論及討論。

## 播出時間

### 首播
| 頻道       | 播映日期      | 播出時間               |
| ---------- | ------------- | ---------------------- |
| 中天娛樂台 | 2014年9月26日 | 每週一至五 22:00-23:00 |

### 重播
| 頻道       | 播映日期      | 播出時間               |
| ---------- | ------------- | ---------------------- |
| 中天娛樂台 | 2014年9月27日 | 每週一至五 13:00-14:00 |
| 中天娛樂台 | 2014年9月28日 | 每週二至六 02:00-03:00 |

## 每集來賓
| 日期 (幹哥模仿主題)            | 節目來賓 |
| ------------------------------ | --- |
| 2014 年 11 月 14 日            | 北市議員 李慶元 、 資深媒體人 謝寒冰 、 市議員候選人 王閔生 、 化學博士 陳耀寬                                |
| 2014 年 11 月 13 日            | 資深媒體人 汪潔民 、 前立法委員 邱毅 、 資深媒體人 李明賢                                                     |
| 2014 年 11 月 12 日            | 文化大學副教授( 前立委) 郭正亮 、 北市議員候選人 徐弘庭 、 資深媒體人 謝寒冰 、 業者羊世界休閒教學牧場 江長利 |
| 2014 年 11 月 11 日            | 前立法委員 邱毅 、 北市議員 高嘉瑜 、 北市議員 李慶元                                                         |
| 2014 年 11 月 10 日            | 資深媒體人 謝寒冰 、 資深媒體人 李明賢 、 新北市議員候選人 羅友志 、 知名甜品店老闆 Cindy                     |
| 2014 年 11 月 07 日            | 立法委員 黃偉哲 、 資深媒體人 鄭佩芬 、 資深媒體人 謝寒冰 、 知名飯店主廚 李哲松                              |
| 2014 年 11 月 06 日            | 資深媒體人 汪潔民 、 高市議員參選人 蕭吉男 、 前立法委員 邱毅 、 料理老師 林秋香 、 知名麻辣火鍋業者 Jacky    |
| 2014 年 11 月 05 日            | 資深媒體人 黃智賢 、 資深媒體人 李明賢 、 北市議員 高嘉瑜 、 知名飯店主廚 李哲松                              |
| 2014 年 11 月 04 日            | 北市議員 李慶元 、 資深媒體人 陳敏鳳 、 奧萬大有機茶的業者 顏晴玉                                             |
| 2014 年 11 月 03 日            | 資深媒體人 黃智賢 、 資深媒體人 李明賢 、 資深媒體人 謝寒冰 、 中興醫院副院長 洪士奇 、 家事料理專家 張瑀庭   |
| 2014 年 10 月 31 日            | 資深媒體人 黃智賢 、 前立法委員 邱毅 、 資深媒體人 陳敏鳳 、 家事料理專家 張瑀庭 、 知名飯店主廚 李哲松       |
| 2014 年 10 月 30 日            | 北市議員 何志偉 、 資深媒體人 謝寒冰                                                                          |
| 2014 年 10 月 29 日            | 資深媒體人 黃智賢 、 中時採訪中心副主任 李明賢 、 資深媒體人 羅友志 、 民俗專家 林真邑老師                    |
| 2014 年 10 月 28 日            | 資深媒體人 黃智賢 、 北市議員 高嘉瑜 、 資深媒體人 謝寒冰 、 民俗專家 江柏樂                                  |
| 2014 年 10 月 27 日            | 資深媒體人 黃智賢 、 資深媒體人 羅友志 、 前北市鑑識科專家 謝松善 、 前海軍陸戰隊退役上校 宋兆文              |
| 2014 年 10 月 24 日            | 資深媒體人 黃智賢 、 北市議員 高嘉瑜 、 前立法委員 邱毅                                                       |
| 2014 年 10 月 23 日            | 資深媒體人 黃智賢 、 財經專家 汪潔民 、 資深媒體人 康仁俊                                                     |
| 2014 年 10 月 22 日            | 資深媒體人 黃智賢 、 北市議員 李慶元 、 文化大學副教授( 前立委) 郭正亮                                        |
| 2014 年 10 月 21 日            | 連勝文青年部 王威元 、 北市議員 高嘉瑜 、 資深媒體人 謝寒冰                                                   |
| 2014 年 10 月 20 日            | 資深媒體人 黃智賢 、 北市議員 高嘉瑜 、 資深媒體人 謝寒冰 、 化學博士 陳耀寬                                  |
| 2014 年 10 月 17 日            | 資深媒體人 黃智賢 、 資深媒體人 康仁俊 、 資深媒體人 陳敏鳳                                                   |
| 2014 年 10 月 16 日            | 資深媒體人 黃智賢 、 北市議員 高嘉瑜 、 北美智權報總編輯 徐嶔煌 、 資深媒體人 謝寒冰                          |
| 2014 年 10 月 15 日            | 資深媒體人 黃智賢 、 北市議員 高嘉瑜 、 化學博士 陳耀寬 、 北美智權報總編輯 徐嶔煌                            |
| 2014 年 10 月 14 日            | 資深媒體人 汪潔民 、 北市議員 戴錫欣 、 資深媒體人 康仁俊                                                     |
| 2014 年 10 月 13 日            | 資深媒體人 黃智賢 、 資深媒體人 謝寒冰 、 資深媒體人 黃光芹                                                   |
| 2014 年 10 月 10 日            | 資深媒體人 黃智賢 、 資深媒體人 謝寒冰 、 營養師 謝宜芳                                                       |
| 2014 年 10 月 09 日 (自製豬油) | 資深媒體人 黃智賢 、 北市議員 何志偉 、 資深媒體人 謝寒冰                                                     |
| 2014 年10 月 08 日             | 資深媒體人 謝寒冰 、 資深媒體人 黃光芹 、 鑑識專家 謝松善                                                     |
| 2014 年 10 月 07 日            | 北市議員 何志偉 、 北市議員 鍾小平 、 前立法委員 邱毅                                                         |
| 2014 年 10 月 06 日 (社區保全) | 資深媒體人 黃智賢 、 資深媒體人 黃光芹 、 財經專輯 盧燕俐                                                     |
| 2014 年 10 月 03 日 (籠民)     | 資深媒體人 黃智賢 、 文宣部主任 鄭運鵬 、 資深媒體人 董智森 、 房事專家 帥過頭                                |
| 2014 年 10 月 02 日            | 資深媒體人 黃智賢 、 北市議員 何志偉 、 北市議員 鍾小平                                                       |
| 2014 年 10 月 01 日 (名畫黨)   | 資深媒體人 黃智賢 、 資深媒體人 范可欽 、 資深媒體人 黃光芹                                                   |
| 2014 年 09 月 30 日 (鎮暴裝備) | 資深媒體人 黃智賢 、 資深媒體人 唐湘龍 、 資深媒體人 陳敏鳳                                                   |
| 2014 年 09 月 29 日 (首播)     | 資深媒體人 黃智賢 、 國北大教授 莊淇銘 、 資深媒體人 王丰                                                     |

## 大學生冰的啦新聞
1. ↑  大學生冰的啦官方網站. . 2014-09-27  [2014-11-13]. （原始内容存档于2014-12-08）.

- 【中時電子報】彭華幹掌《冰的啦》領大學生翻桌 （页面存档备份，存于） 2014年9月26日04:10
- 【中時電子報】彭華幹挨虧小丑 紅眼眶宣傳《冰的啦》 （页面存档备份，存于） 2014年10月2日 04:10
- 【中時電子報】《大學生冰的啦》彭華幹全部武裝 模擬鎮暴警察 （页面存档备份，存于） 2014年9月30日 22:36
- 【Wow!NEWS(番新聞)】彭華幹哽咽復出《大學生冰的啦》 昔日戰友戴立綱聲援遭強吻 2014年9月26日 下午22:00
- 【蘋果即時】彭華幹握主持棒　邀學運女神踢館 （页面存档备份，存于） 2014年9月26日15:21
- 【ETtoday東森新聞雲】彭華幹曾被批評過照挺楊伊湄　以雞排妹為例開導大學生 （页面存档备份，存于） 2014年9月27日 00:00
- 【ETtoday東森新聞雲】失言名嘴彭華幹開新節目　先被逼喝餿水油 （页面存档备份，存于） 2014年9月21日 00:00
- 【NOWnews-NOW娛樂】彭華幹首錄皮皮剉　懷念當年「高潮」時 （页面存档备份，存于）  2014年9月29日   21:15
- 【銘報即時新聞】〈改寫〉中天新節目《大學生冰的啦》　彭華幹率大學生談政論 2014/09/26 AM09:05

## 外部連結

### 官方網站
- 《大學生冰的啦》官方網站[永久]

### facebook網站
- 大學生冰的啦facebook專頁
- 幹哥來了

### YouTube頻道
- 中天電視官方-《大學生冰的啦》 （页面存档备份，存于）

## 節目歷史
| 中天娛樂台 星期一至星期五22:00-23:00 | 中天娛樂台 星期一至星期五22:00-23:00          | 中天娛樂台 星期一至星期五22:00-23:00 |
| ------------------------------------ | --------------------------------------------- | ------------------------------------ |
|                                      | 大學生冰的啦 （2014年9月29日－2014年12月5日） |                                      |
| —                                    | —                                             |                                      |